# Lordiphosa subantillaria
Lordiphosa subantillaria är en tvåvingeart som först beskrevs av Toyohi Okada 1984.  Lordiphosa subantillaria ingår i släktet Lordiphosa och familjen daggflugor. Inga underarter finns listade i Catalogue of Life.